# Glossolepis wanamensis
Glossolepis wanamensis é uma espécie de peixe da família Melanotaeniidae.
É endémica da Papua-Nova Guiné.
Os seus habitats naturais são: lagos de água doce.